# Umbonata
Umbonata is een monotypisch geslacht van spinnen uit de  familie van de wielwebspinnen (Araneidae).

## Soort
- Umbonata spinosissima Tullgren, 1910